# Chansonniers du Val de Loire
Pour les articles homonymes, voir chansonnier.
Les chansonniers du Val de Loire sont un groupe apparenté de recueils de chansons  réalisés v. 1465-v. 1475 dans la région du Val de Loire dans le centre de la France et reliés au contexte de la cour royale française. Ils se composent de six manuscrits : Copenhague, Dijon, Nivelle, Laborde, Louvain et Wolfenbüttel. Les recueils de chansons, plus petits qu'un livre de poche moderne , personnalisés et richement décorés, sont les premiers exemples survivants d'un nouveau genre offrant une association de poèmes, de musique et d'enluminures.

## Histoire
Les chansonniers de la fin du XVe siècle étaient des objets de divertissements, offrant des aspects artistiques, musicaux et textuels formant une expérience de lecture à plusieurs visages. Avant les années 1470, les paroles étaient écrites en premier lieu par des scribes, puis la notation musicale y était alignée. Mais dans les années 1470, les mélodies étaient disposées en premier, suivies par les paroles, mais pas dans un alignement systématique, seulement à proximité. Les livres contiennent des chansons vernaculaires profanes à trois ou quatre voix avec des textes inspirés de la tradition poétique de l'amour courtois, écrits par des compositeurs actifs dans la région du Val de Loire à peu près à la même époque. Chaque partie vocale est introduite par des lettrines décorées. Sur un total de 273 chansons, 107 sont des chansons qui survivent dans une seule source.
Deux des chansonniers (Dijon et Laborde), disposent d'index quasi alphabétiques. Contrairement à celles d'Antoine Busnois, les chansons de Firminus Caron sont peu représentées dans les chansonniers du Val de Loire. Des deux chansons attribuées à Josquin des Prez, l'une est "Adieu mes amours".

## Différents manuscrits

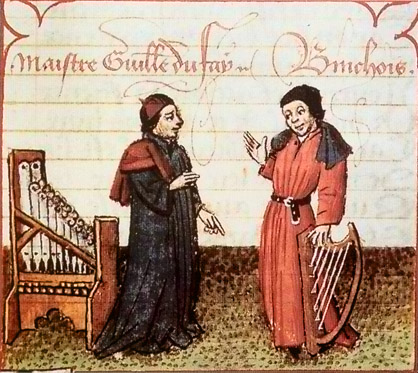
Guillaume Dufay (à gauche) et Gilles Binchois (à droite). Par le Maître du Missel de Paul Beye, Le Champion des Dames, BNF.

### Chansonnier Nivelle de la Chaussée
Le Chansonnier Nivelle de la Chaussée est conservé à la Bibliothèque nationale de France à Paris. Il contient de nombreuses corrections minimes et des notes barrées qui révèlent un aperçu de son scribe principal ainsi que plusieurs cas d'effacements à grande échelle, post-reliure, où des parties vocales entières ont été effacées. Sept œuvres du compositeur Johannes Delahaye y figurent. Ce manuscrit est largement reconnu comme étant le plus ancien du groupe.

### Chansonnier de Dijon
Le Chansonnier de Dijon est situé à la Bibliothèque municipale de Dijon. Les compositeurs représentés sont Barbingant, Gilles Binchois, Antoine Busnois, Firminus Caron, Loyset Compère, Convert, Jean Delahaye, Guillaume Dufay, Hayne van Ghizeghem, Jean Molinet, Robert Morton, Johannes Ockeghem et Johannes Tinctoris.

### Chansonnier Laborde
Le Chansonnier Laborde contient plus d'une centaine de chansons de Gilles Binchois, Busnois, Guillaume Dufay, Johannes Ockeghem et autres. Beaucoup de chansons y sont exclusives et les pages sont richement illustrées. Le recueil de chansons a été découvert pour la première fois en 1857 au "Comité de la langue, de l'histoire et des arts de la France", le manuscrit ayant été présenté par un membre du Comité, le comte Léon de Laborde, et ayant été envoyé au Comité de L'abbé Jacques-Rémi-Antoine Texier. En 2011, la Goldberg Stiftung a mis à disposition sa transcription en clés modernes et originales.

### Chansonnier de Copenhague
Le Chansonnier de Copenhague est un manuscrit sur parchemin contenant 33 chansons à trois voix de la fin du XVe siècle ; une chanson, « J'actens secours de ma seulle pensee » de Claudin de Sermisy, fut ajoutée au XVIe siècle ; ainsi que des essais d'écriture polyphonique dans plusieurs tons. Il a été qualifié comme le manuscrit musical médiéval le plus précieux de la Bibliothèque royale danoise.

### Chansonnier Wolfenbüttel
Le Chansonnier Wolfenbüttel Codex Guelf 287 Extrav s'apparente au Chansonnier Laborde. Il se trouve à la bibliothèque Herzog August à Wolfenbüttel, en Allemagne.